# El desalojo
El desalojo es una obra teatral del dramaturgo uruguayo Florencio Sánchez, estrenada en 1906.
Es un sainete de ocho escenas.
La obra plantea la problemática de la pobreza en la sociedad rioplatense de comienzos del siglo XX. El problema es doble: económico y social, dos aspectos interdependientes.
Se ubica en un conventillo de Buenos Aires y su protagonista es Indalecia, una mujer que ha quedado sola con sus hijos en la calle.

## Argumento
Al comenzar la obra Indalecia ya fue desalojada de su pieza en el conventillo y está «viviendo» en el patio con sus numerosos hijos y muebles en el camino. Su esposo Daniel está internado muy grave por haber tenido un accidente laboral. Le han hecho varias operaciones y es probable que si no muere, quede paralítico.
A pesar de compartir la misma situación de vulnerabilidad, los vecinos la rechazan porque les estorban tanto los muebles como los niños, ya que estos les roban comida porque están pasando hambre.
Indalecia no ha conseguido trabajo y está a la espera de una colaboración económica recolectada por un diario.
El único vecino que la ayuda es Genaro quien comparte su comida con ella y con los niños, trae noticias de Daniel, escucha sus lamentos y la defiende de los ataques de la Encargada del conventillo.
En la escena IV llega el padre de Indalecia: el Inválido. Hace años que no están en contacto (no conoce a ninguno de sus nietos) y se enteró por el diario que su hija fue desalojada. A pesar de ser su padre no le presta ninguna ayuda, por el contrario, entabla discusiones y genera un ambiente de violencia a su alrededor. En definitiva, su verdadero interés es poder quedarse con el dinero de la colaboración que le van a llevar a su hija.
En las últimas escenas del sainete llegan el Comisario y el Periodista a traer el esperado dinero. Pero la situación se complejiza al plantearse una disyuntiva de carácter socioeconómico. Por un lado, el Periodista le trae a Indalecia dinero para aplacar las necesidades inmediatas. Por otro, el Comisario hizo arreglos para colocar a los hijos de Indalecia en un asilo y en la correccional de menores al mayor. La sociedad resolvería así una situación que podría ser problemática en el futuro. Se asume que si los niños no comen y están todo el día en la calle indudablemente se convertirán en delincuentes.
Todos los personajes (menos Genaro, como ya se dijo) presionan a Indalecia para que acepte la solución del Comisario y polarizan sus opciones: si Indalecia no los entrega, o mueren de hambre o serán delincuentes; si por el contrario los entrega, ella podrá visitarlos y ellos crecerán como hombres con un oficio.
En estas escenas finales se desarrollan los argumentos y los distintos mecanismos de presión y desestabilización que hacen que Indalecia se dé por vencida y acepte alejarse de sus hijos.